# Schiffbruch mit Tiger
Schiffbruch mit Tiger (englischer Originaltitel Life of Pi) ist ein im Jahr 2001 erschienener philosophischer Roman des kanadischen Schriftstellers Yann Martel. Die deutsche Übersetzung von Manfred Allié und Gabriele Kempf-Allié erschien 2003 im S. Fischer Verlag. 2002 erhielt Yann Martel für diesen Roman den Booker Prize. 2012 wurde der Roman vom taiwanischen Regisseur Ang Lee unter dem Titel Life of Pi: Schiffbruch mit Tiger verfilmt.

## Inhalt
Die Geschichte handelt von einem jetzt erwachsenen Mann, welcher einem Autor von seiner Jugend erzählt:
Piscine Molitor Patel, genannt Pi, ist der Sohn des Zoodirektors im indischen Pondicherry. Er ist bereits ein gläubiger Hindu, als er das Christentum kennenlernt und sich taufen lässt. Später nimmt er als dritte Religion noch den Islam an. Als sein Vater beschließt, aus wirtschaftlichen Gründen nach Kanada auszuwandern, begibt sich die Familie mit dem halben Zoo auf einen japanischen Frachter. Auf offener See geraten sie in einen schweren Sturm. Das Schiff kentert und sinkt. Nur der halbwüchsige Pi, ein Zebra, ein Orang-Utan, eine Tüpfelhyäne und ein bengalischer Tiger namens „Richard Parker“ können in einem Rettungsboot dem Untergang ihres Schiffes entkommen. Der nun folgende Überlebenskampf beginnt damit, dass die Hyäne zunächst das gebrochene Bein des Zebras abreißt und frisst. Später verschlingt sie nach und nach auch den Rest des Zebras. Als Nächstes kommt der Orang-Utan an die Reihe. Der Tiger war bis dahin unter einer Persenning verborgen und hatte sich dort bewegungslos verhalten, da er seekrank war. Nachdem er sich erholt hat, frisst der Tiger die Hyäne.
Pi rettet sich auf ein Floß, das er aus Rudern und Schwimmwesten gebaut und ans Rettungsboot angehängt hat. Durch ein langes Tau vom Boot getrennt und vor Richard Parker geschützt, beginnt der Junge nun das Raubtier zu zähmen, indem er es mit Fischen füttert, die er von seiner sicheren Insel aus angelt und ins Boot hinüberwirft. Außerdem nutzt er dessen Anfälligkeit für Seekrankheit zu seinem Vorteil, indem er immer dann, wenn das Tier aggressiv zu werden droht, das Boot durch rhythmische Bewegungen so heftig zum Schwanken bringt, dass dem Tiger augenblicklich schlecht wird.
Es vergehen Monate. Die beiden werden zu Partnern, immer mehr voneinander abhängig, aber auch immer ausgezehrter und schwächer. Pi wird vorübergehend blind, seine Augen trocknen aus. Da erscheint in einem zweiten Rettungsboot ein französischer Schiffbrüchiger, der gesteht, dass er schon einmal einen Mann und eine Frau umgebracht hat. Als er in Pis Boot hinüberklettert, greift er den geschwächten Pi heimtückisch an, wird aber sofort von dem unter der Persenning lauernden Tiger gepackt und gefressen.
Schließlich stranden Pi und Richard Parker an einer Insel aus Algen, für die beiden eine Art Schlaraffenland, auf der es von Erdmännchen wimmelt. Der ausgehungerte Tiger frisst sich an den Tierchen satt, Pi ernährt sich außerdem von den süßen Algen, die obendrein reichlich Süßwasser enthalten. Jäh zu Ende ist es mit dem Paradies, als Pi merkt, dass die Algen bei Nacht zu gefährlichen fleischfressenden Pflanzen werden. Er zieht mit dem Rettungsboot weiter, den Tiger nimmt er mit.
Nach 227 Tagen auf See werden die beiden an der mexikanischen Küste angetrieben. Richard Parker verschwindet auf Nimmerwiedersehen im nahegelegenen Dschungel, Pi wird ins Krankenhaus gebracht. Dort besuchen ihn zwei Angestellte des japanischen Verkehrsministeriums, um Genaueres über den Untergang des Frachters zu erfahren. Sie nehmen ihm aber seine abenteuerliche Tiergeschichte nicht ab: Weder der Tiger noch der französische Schiffbrüchige oder die fleischfressende Algeninsel seien plausibel. „Wenn Sie nur wahrhaben wollen, was Sie glauben können, wofür leben Sie dann überhaupt?“, entgegnet ihnen Pi. Als sie ihn auffordern, keine Geschichten zu erzählen, sondern das, was wirklich geschehen sei, entgegnet er ihnen, dass letztlich alles, was man berichte, zu einer Geschichte werde. Trotzdem reagiert er auf ihre Bitte und erzählt ihnen eine zweite Variante seiner Odyssee, diesmal ohne Tiere: Auf dem Rettungsboot befinden sich nun neben Pi ein französischer Koch, ein Matrose, der sich beim Sturz ins Rettungsboot ein Bein gebrochen hat, und Pis Mutter. Der Koch amputiert das Bein des Matrosen, um es als Köder für die Fische zu verwenden. Langsam stirbt der Matrose, und der Koch isst das Fleisch des Matrosen. Nachdem der Koch auch Pis Mutter umgebracht hat, wird er bei einem Streit mit Pi schließlich ebenfalls getötet. In der Einsamkeit, die nun beginnt, wendet sich Pi Gott zu.
Am Ende seiner Erzählung lässt Pi den Autor entscheiden, welches die wahre und bessere Geschichte sei. Als dieser zugegeben hat, dass er die Wahrheit nicht erkennen könne, die Geschichte mit den Tieren aber wohl doch die bessere sei, antwortet er ihm: „Und genauso ist es mit Gott“.

## Erfolg
Das Buch stand eine Woche lang im Jahr 2003 auf dem Platz 1 der Spiegel-Bestsellerliste.

## Rezeption
Von der Kritik wurde der Roman unterschiedlich aufgenommen. Ilija Trojanow von der Neuen Zürcher Zeitung sieht in Martels Form, sich mit Religion auseinanderzusetzen, eine leere „postmoderne Remix-Religiosität“. Tilmann Spreckelsen (FAZ) schreibt, dass die Beschreibungen in theologischen, zoologischen und nautischen Fachtermini bestenfalls zu „bezaubernden Natur- und Tierschilderungen“ werden. Ulrich Sonnenschein dagegen attestiert in seiner Rezension der Frankfurter Rundschau dem Roman eine solide theoretische und philosophische Basis. Der Autor lasse uns „die Wahl, ob wir ihm ohne Referenzzwang einfach in die fantastische Welt der Sprache folgen, ob wir bei der Symbolik bleiben wollen oder den Dingen ihren realen Kern abzutrotzen versuchen“.

## Auszeichnungen
- 2004: Deutscher Bücherpreis (Kategorie Belletristik)

## Hintergrund
In Edgar Allan Poes Roman Der Bericht des Arthur Gordon Pym, der ebenfalls von einem Schiffbruch handelt, wird der Hund des Ich-Erzählers „Tiger“ genannt, und einer der vier Überlebenden des Schiffbruchs, der im späteren Verlauf von seinen Leidensgenossen verspeist wird, trägt den Namen „Richard Parker“.
Ein klassischer Präzedenzfall aus dem britischen Recht („Queen gegen Dudley und Stephens“) beinhaltet den Themenkomplex, der hier als Variante ohne Tiere der Geschichte zugrunde gelegt wird. In dem realen Präzedenzfall heißt einer der Beteiligten ebenfalls „Richard Parker“.
Die fleischfressende Insel erinnert an die Gourmetica Insularis aus Walter Moers’ Die 13½ Leben des Käpt’n Blaubär.